# Cratere Pinaria
Pinaria è un cratere sulla superficie di 4 Vesta.